# Сітарян Степан Арамаїсович
Степан Арамаїсович Сітарян (27 вересня 1930, селище Алаверді Лорі-Бамбацького повіту, тепер місто марзу Лорі, Вірменія — 3 серпня 2009, місто Москва, Російська Федерація) — радянський і російський вчений-економіст, державний діяч, заступник голови Ради міністрів СРСР. Член ЦК КПРС у 1990—1991 роках. Доктор економічних наук (1966), професор (1970). Член-кореспондент Академії наук СРСР (з 1984), академік Академії наук СРСР (з 1987), академік Російської академії наук (з 1991).

## Життєпис
Народився в родині службовця. Батько працював головним бухгалтером Єреванського заводу «Каучук».
У 1948—1953 роках — студент економічного факультету Московського державного університету імені Ломоносова. З 1953 по 1956 рік навчався в аспірантурі Московського державного університету імені Ломоносова.
У 1956—1957 роках — викладач Московського державного університету імені Ломоносова.
У 1957—1959 роках — старший економіст, у 1959—1966 роках — старший науковий співробітник Науково-дослідного фінансового інституту Міністерства фінансів СРСР.
Член КПРС з 1960 року.
У 1966—1970 роках — заступник директора, у 1970—1974 роках — директор Науково-дослідного фінансового інституту Міністерства фінансів СРСР.
У 1974—1983 роках — заступник міністра фінансів СРСР.
У 1983—1986 роках — заступник, у 1986—1989 роках — 1-й заступник голови Державної планової комісії (Держплану) СРСР.
У 1989—1991 роках — голова Державної зовнішньоекономічної комісії Ради міністрів СРСР та постійний представник СРСР у Раді економічної взаємодопомоги.
Одночасно, 24 жовтня 1989 — 26 грудня 1990 року — заступник голови Ради міністрів СРСР. 12 липня — 26 грудня 1991 року — в.о. голови союзно-республіканського валютного комітету СРСР.
У 1992—2003 роках — директор Інституту (з 1998 року Центру) зовнішньоекономічних досліджень Російської академії наук. Президент Міжнародної академії менеджменту з 1996 року. Член правління Вільного економічного товариства Росії.
Помер 3 серпня 2009 року в Москві. Похований на Вірменському цвинтарі Москви.

## Основні праці
- Чистий дохід та бюджет. Москва, 1964.
- Актуальні питання реалізації економічної реформи та перебудова системи управління економікою // журнал Планове господарство. 1989. № 5.
- Розподільні відносини та ефективність виробництва. Москва: Фінанси, 1980.
- Уроки майбутнього. Москва: «Економічна газета», 2010.

## Нагороди і звання
- орден Трудового Червоного Прапора (1976)
- орден «Знак Пошани» (1971)
- орден Дружби народів (1980)
- медалі